# Anthemis macrotis
Anthemis macrotis ist eine Pflanzenart aus der Gattung der Hundskamillen (Anthemis) in der Familie der Korbblütler (Asteraceae).

## Merkmale
Anthemis macrotis ist ein angedrückt behaarter, einjähriger Schaft-Therophyt, der Wuchshöhen von 20 bis 25 Zentimeter erreicht. Der Umriss der Blätter ist verkehrteiförmig. Sie besitzen 3 bis 5 Fiederpaare erster Ordnung. Die Röhrenblüten sind 2,5 bis 3 Millimeter lang. Die Früchte sind ungefähr 1,5 bis 2 Millimeter groß.
Die Blütezeit reicht von April bis Mai.

## Vorkommen
Anthemis macrotis kommt im Bereich der südöstlichen Ägäis vor. Die Art wächst in Felsfluren (am Meer).

## Systematik
Karl Heinz Rechinger beschrieb die Art ursprünglich als Matricaria macrotis in der Gattung der Kamillen (Matricaria). 2006 wurde sie als Anthemis macrotis in die Gattung der Hundskamillen (Anthemis) gestellt.

## Belege
1. 1 2 3 4  Ralf Jahn, Peter Schönfelder: Exkursionsflora für Kreta. Mit Beiträgen von Alfred Mayer und Martin Scheuerer. Eugen Ulmer, Stuttgart (Hohenheim) 1995, ISBN 3-8001-3478-0, S. 315.
2. ↑  Christoph Oberprieler, Robert Vogt: The Taxonomic Position of Matricaria macrotis (Compositae-Anthemideae). In: Willdenowia. Band 36, Nr. 1, 2006, S. 329–338, DOI:10.3372/wi.36.36128.
3. ↑  Werner Greuter: Compositae (pro parte majore): Anthemis macrotis. In: Werner Greuter, Eckhard von Raab-Straube (Hrsg.): Compositae. Euro+Med Plantbase - the information resource for Euro-Mediterranean plant diversity. Berlin 2006–2009.